# Neobrachyglossum
Genre
Neobrachyglossum est un genre d'insectes de l'ordre des diptères et de la famille des Conopidae. Dans cette famille, les imagos sont floricoles et la larve est obligatoirement endoparasite d'autres insectes, en particulier les hymenoptères pollinisateurs ; la femelle agressant violemment sa proie afin de déposer un œuf sur son corps. Se développant à l'intérieur de l'abdomen, la larve se nourrit notamment des muscles thoraxiques en passant par le pétiole grâce à une élongation antérieure tout à fait particulière. Sa pupaison s'effectue dans le cadavre de son hôte où elle hiverne au stade de pupe.
Le genre Neobrachyglossum  ne comprend actuellement qu'une seule espèce, Neobrachyglossum punctatum, son espèce-type et est présente en Turquie. 
Le seul spécimen répertorié a été déposé au Musée hongrois d'histoire naturelle par Victor Eduard von Röder et a probablement été détruit en 1956 lors d'une attaque soviétique et de l'incendie qui a ensuite embrasé la collection. La description originale de Röder montre des caractères commun à toutes les espèces du genre Leopoldius.